# شرلوك (مسلسل)
شرلوك (بالإنجليزية: Sherlock) هو مسلسل جريمةٍ ودراما بريطانيٍ يعرض صورةً معاصرةً لأعمال السير آرثر كونان دويل للمحقق شرلوك هولمز، من صناعة ستيفن موفات ومارك جاتس وبطولة بيندكت كامبرباتش بدور شرلوك هولمز ومارتن فريمان بدور دكتور واطسون. أُنتجت 13 حلقة من المسلسل عُرضت الثلاث الأولى منها سنة 2010، وعُرض الموسم الثاني من المسلسل سنة 2012، وتم بيع المسلسل لأكثر من 200 منطقة. تبعه الموسم الثالث بتاريخ يناير 2014. كما تكلَّف المنتج التنفيذي ستيفن موفات بعمل الموسم الرابع الذي عُرض سنة 2017.
خطرت فكرة المسلسل لموفات وجاتس أثناء رحلة ذهابٍ وإيابٍ لهما لمدينة كارديف عندما كانا كاتبَين في مسلسل دكتور هو، وكانت الفكرة إنتاج نسخةٍ معاصرةٍ لأعمال آرثر كونان دويل؛ حيث يستعمل شرلوك هولمز التقنيات الحالية المتاحة له لمساعدته على حلّ الجرائم، وكمشارِكَين في إبداع المسلسل، عمل كلٌّ من موفات وجاتس على كتابة حلقةٍ واحدةٍ من كل موسمٍ، بينما الحلقات الأخرى كتبها ستيفن تومبسون. أنتجت أفلام هارتسوود السلسلة لصالح بي بي سي بمشاركةٍ من WGBH بسبب عملها على مسلسل تحفة فنية. صُوّر المسلسل رئيسياً في مدينة كارديف، وفي مجموعةٍ من الأماكن الأخرى أيضاً، واستُعمل شارع جاور في لندن كواجهةٍ لشارع 221ب بيكر وهو الشارع الذي يعيش فيه هولمز وواطسون.
المسلسل يصوّر شرلوك هولمز وهو «محققٌ مستشارٌ» يُساعد شرطة ميتروبوليتان، على الأخص المحقق المفتش جريج لستراد (روبرت غريفز) أثناء حلّه للجرائم، يُساعد هولمز زميله في السكن د. جون واطسون الذي عاد من خدمته العسكرية، وعلى الرغم من أن المسلسل يعرض جرائماً مختلفةً، إلا أنه يعرض وبشكلٍ مستمرٍ صراع هولمز مع عدوه اللدود جيم مورياتي (أندرو سكوت). من حينٍ لآخر، تُساعد عالمة الأمراض مولي هوبر (لويز بريلي) شرلوك لحلّ قضاياه. تشمل الأدوار الأخرى أونا ستابس بدور السيدة هدسن ومارك جاتس بدور مايكروفت هولمز الشقيق الأكبر لشرلوك.
بعد حلقةٍ غير معروضةٍ في 2009، عُرض الموسم الأول المتضمن لثلاث حلقاتٍ كلٌّ منها مدتها 90 دقيقة على بي بي سي وان وبي بي سي إتش دي في 2010، ثم بُث الموسم الثاني في 2012 تلاه حلقةٌ خاصةٌ قبل انطلاق الموسم الثالث في يناير 2014. الاستقبال النقدي كان إيجابياً بشكلٍ كبيرٍ، فقد حصل المسلسل على العديد من المراجعات التي تمدح جودة الحبكة وأداء الممثلين والإخراج. رُشّح مسلسل شرلوك للعديد من الجوائز مثل جوائز الأكاديمية البريطانية لبرامج التلفزيون، وجوائز الإيمي، وفاز بالعديد منها في فئاتٍ مختلفةٍ.
أُصدرت المواسم الثلاث التي عُرضت حتى الآن على أقراص دي في دي وبلو راي، إلى جانب إضافات أخرى لحفنة مختارة من أعمال السير آرثر كونان دويل، والموسيقى التصويرية من تأليف دافيد أرنولد ومايكل برايس. وفي يناير 2014 أطلق البرنامج تطبيقه المحمول الرسمي المسمى «شرلوك: الشبكة» (بالإنجليزية: Sherlock: The Network). وفي 2 يوليو 2014 أعلن عن تجديد المسلسل لموسم رابع يتكون من ثلاث حلقات، تم تصويره مع بداية سنة 2016، وذلك بعد عرض الحلقة الخاصة بمناسبة عيد الميلاد لسنة 2015 والتي ابتدأ العمل على تصويرها منذ يناير من السنة سالفة الذكر. أشار مارك جاتس أن الموسم الجديد سيشهد قيام هولمز وواطسون بالعديد من المغامرات الجديدة المثيرة التي لم يسبق لهما أن خاضاها قبلًا، وأن طاقم العمل كله متحمس للعودة مجددًا. على أن مصادر أخرى نصت على أن تأخر تصوير الموسم الرابع يعود إلى ازدحام جدول بطليه مارتن فريمان وبيندكت كامبرباتش بعد حصولهما على مسيرة سينمائية ناجحة. وأشار ستيفن موفات الكاتب المشارك للمسلسل أنه لم يتوقع أن يتجاوز شرلوك موسمه الثالث، وأنه كان على فريق الإنتاج إقناع بطليه سالفا الذكر بالعودة إليه بعد أن لم يعودا بحاجة إليه بسبب تجربتهما السينمائية.
وفي شهر أبريل من سنة 2016 ابتدأ العمل في تصوير الموسم الرابع من المسلسل على أن يظهر على شاشات التلفاز خلال سنة 2017. وكان مارك جاتس قد كتب مؤكدًا أن الموسم الرابع سيكون مثل سابقه، أي يبدأ بحلقة خاصة ثم تليه 3 حلقات طويلة. هذا وأشار المنتج ستيفن موفات أن الموسم الرابع من الممكن أن يصبح الأخير، وذلك نظرًا لاحتمالية عدم تمكن بطل المسلسل بيندكت كامبرباتش من المشاركة في المواسم القادمة نظرًا لانشغاله، على أنه تراجع عن هذا التصريح لاحقاً بعد أن أعلن عن عزمه إنتاج موسم خامس من المسلسل.
قال أحد النقاد بأن هذا المسلسل يسرد الأحداث بطريقة عبقرية وتفصيل ذكي ويبني الشخصيات بأسلوب مميز ودرامي في التعمق في جوانبهم الإنسانية نوعاً ما. وأضاف أنه بغض النظر عن الجانب الدرامي في العمل إلا أن العمل «يقدم متعة خالصة ووجبة مثيرة ومميزة جداً للمتابع». كما قال أنه على الرغم من أن كل حلقة مدتها ساعة ونصف مما يجعلها أقرب إلى الأفلام الكاملة، غير أنها متصله بأحداثها. واعتبر أن المميز في المسلسل هو أنه حوّل قصص شرلوك هولمز وأعطاها الحداثة والتطور في العالم «أي أنه أعطاها بعداً جديداً من الناحية الفنية في مجال كتابة الأحداث وسردها بطريقة تكون أكثر جاذبية وإقناع عن أن يكون العمل يسرد في حقبة قديمة من الزمن». على أن كثير من عشاق شخصية شرلوك هولمز انتقدوا المسلسل على هذا التغيير وإضافة الحداثة فيه وفضلوا النسخ الأصلية منه التي تقع أحداثها خلال العصر الفكتوري في القرن التاسع عشر كما قدمها السير آرثر كونان دويل في رواياته. على أن بعض عناصر الروايات الأصلية استمرت قائمة ولو بنكهة حديثة، ومنها على سبيل المثال استبدال شرلوك القرن الحادي والعشرين غليونه الشهير بلاصقات النيكوتين، في حين احتفظ بملامح أساسية مثل قبعته ومعطفه، وعزفه على الكمان.[بحاجة لمصدر]

## الإنتاج

### الفكرة والتطوير
أبدع ستيفن موفات ومارك جاتس في فكرة المسلسل ومفهومها. عمل موفات سابقاً على رواية قضية الدكتور جيكل والسيد هايد الغريبة في مسلسل جيكل الذي صدر سنة 2007، بينما عمل جاتس على حلقة مسلسل دكتور هو الموتى المضطربون. كلٌّ من موفات وجاتس كانا كاتبين في مسلسل دكتور هو، وقد ناقشا فكرة تبني قصة مسلسل شرلوك أثناء رحلاتهما المتعددة إلى مدينة كارديف وهي مركز إنتاج مسلسل دكتور هو. وبينما كانا في مدينة مونت كارلو من أجل حفل توزيع جوائزٍ، شجّعتهما المنتجة سو فرتيو على تطوير الفكرة بأنفسهم قبل أن يسبقهم إليها فريقٌ آخرٌ. ثم قام الاثنان بدعوة ستيفن تومبسون للعمل معهم في سبتمبر 2008.
انتقد جاتس الأعمال التلفزيونية السابقة التي تبنّت فكرة شرلوك هولمز حيث قال أنها بطيئةٌ جدّاً، لأن غالبيتها صُوِّرت في فترة الحرب العالمية الثانية. يستعمل شرلوك هولمز في المسلسل أنواعاً مختلفةً من التكنولوجيا الحديثة، منها: الرسائل النصية وشبكة الإنترنت وحتى نظام التموضع العالمي لحلّ الجرائم. قال بول ماكجيجان بأن هذا حفاظٌ على عمل كونان دويل، مشيراً إلى أن هولمز في الرواية كان ليستخدم أيّ جهازٍ، وأنه كان دائماً في المختبر يقوم بالتجارب، وأن المسلسل مجرد نسخةٍ معاصرةٍ للرواية.
هذه النسخة المعاصرة حافظت على بعض عناصر القصة الأصليّة، مثل شارع بايكر، وخصم شرلوك اللدود جيمس مورياتي. على الرّغم من أن أحداث القصة تم نقلها إلى الحاضر، فإن بعض الأحداث لم يتم تغييرها كليّاً، على سبيل المثال، فإن جون واطسون في المسلسل عاد من خدمته العسكرية في الحرب أفغانستان، بينما واطسون في القصص الأصلية عاد من الحرب الأنغلو-أفغانستانية الثانية، وقد قال جاتس: «إنها الحرب نفسها الآن. الحرب الخاسرة نفسها».
كان من المقرر أن تكون مدة المسلسل 60 دقيقةً حسب ما أُعلِن في مهرجان إدنبرة الدولي للتلفزيون في أغسطس 2008، وقُرِّر أن يُبث المسلسل في منتصف إلى أواخر سنة 2009. على كلٍّ، ذكرت صحيفة الغارديان أن ميزانية الحلقة التّجريبيّة قُدِّرت ب800.00 جنيه إسترليني وذكرت الصحيفة أيضاً إشاعاتٍ تقول أنّ الحلقة التجريبيّة كانت كارثةً كبيرةً. قرّرت البي بي سي بعدها عدم بث الحلقة، طالبةً إعادة تصوير ثلاث حلقاتٍ كاملةٍ مدّتها 90 دقيقة.

### طاقم التمثيل والشخصيات

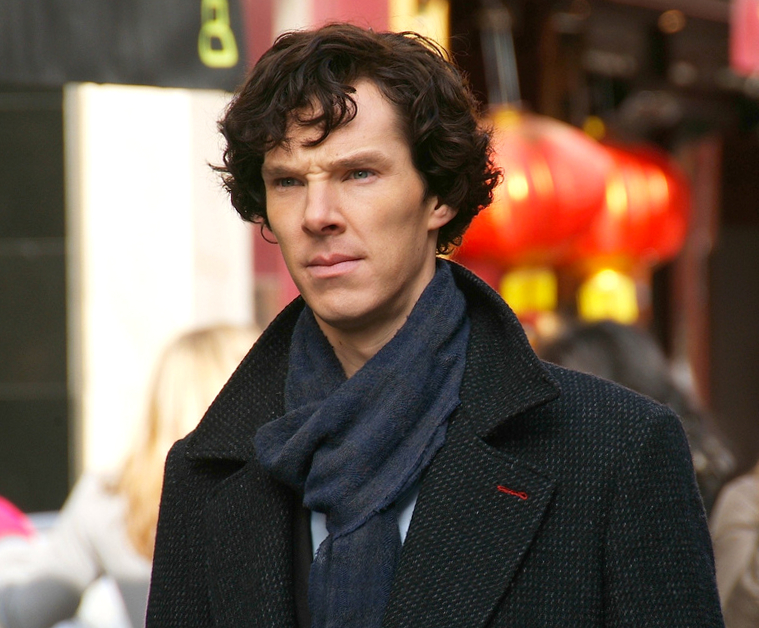
بيندكت كامبرباتش (شرلوك هولمز)
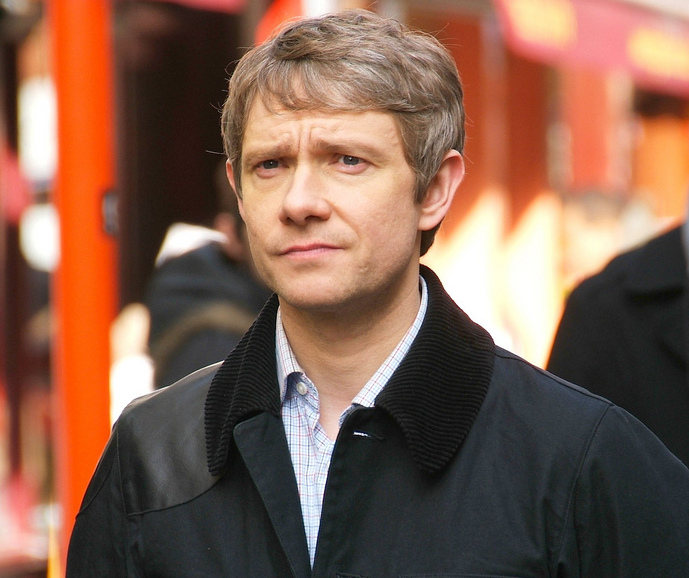
مارتن فريمان (جون واطسون)
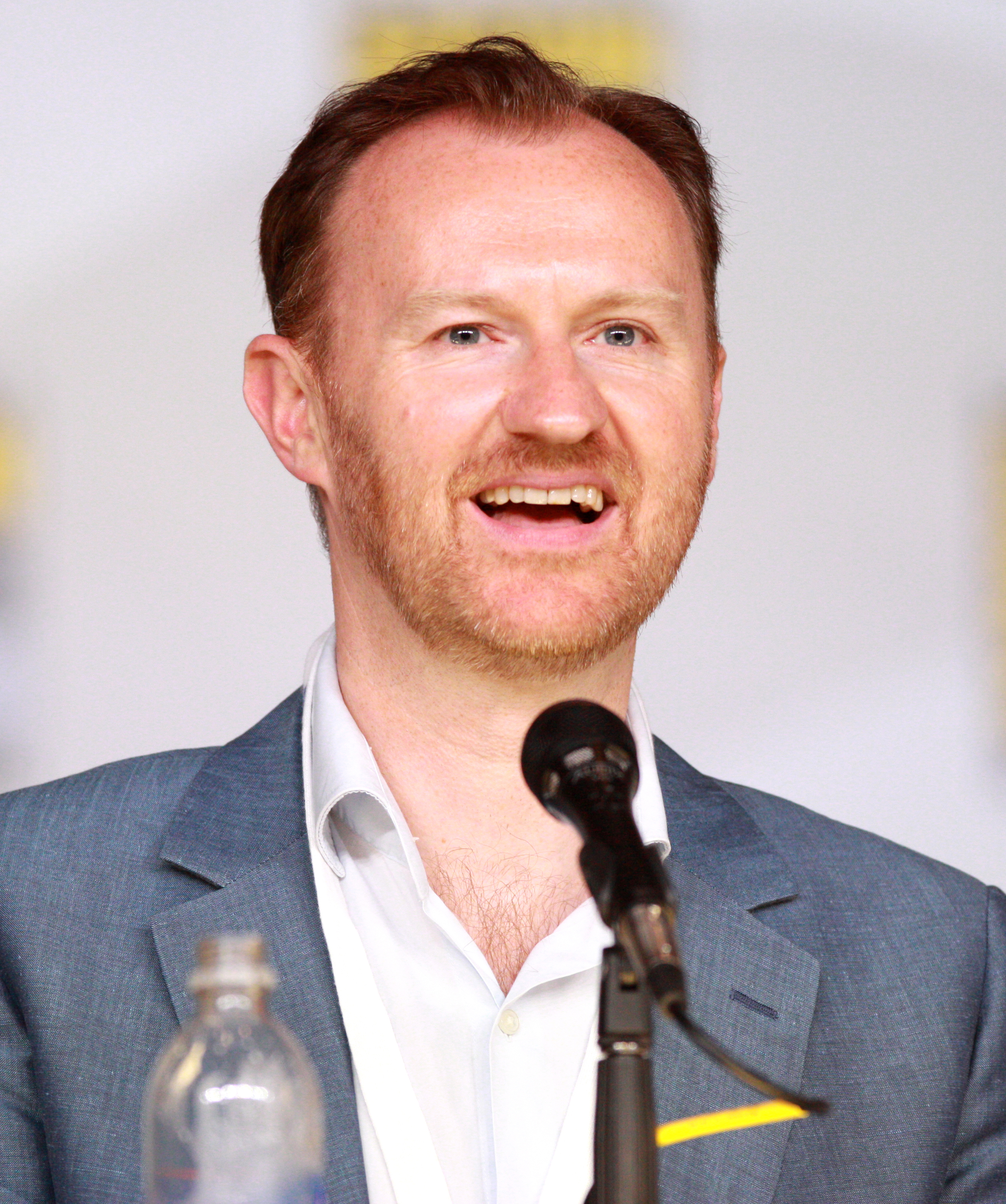
مارك جاتس (مايكروفت هولمز)
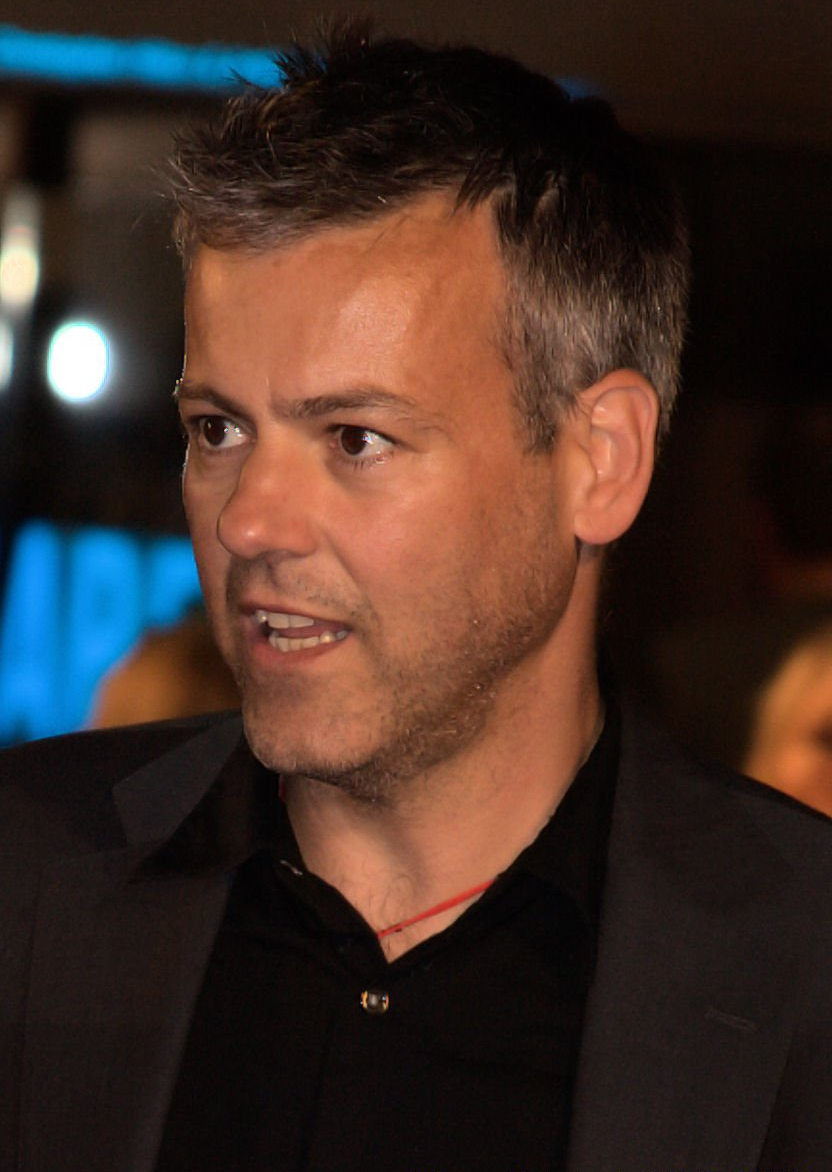
روبرت غريفز (جريج ليستراد)
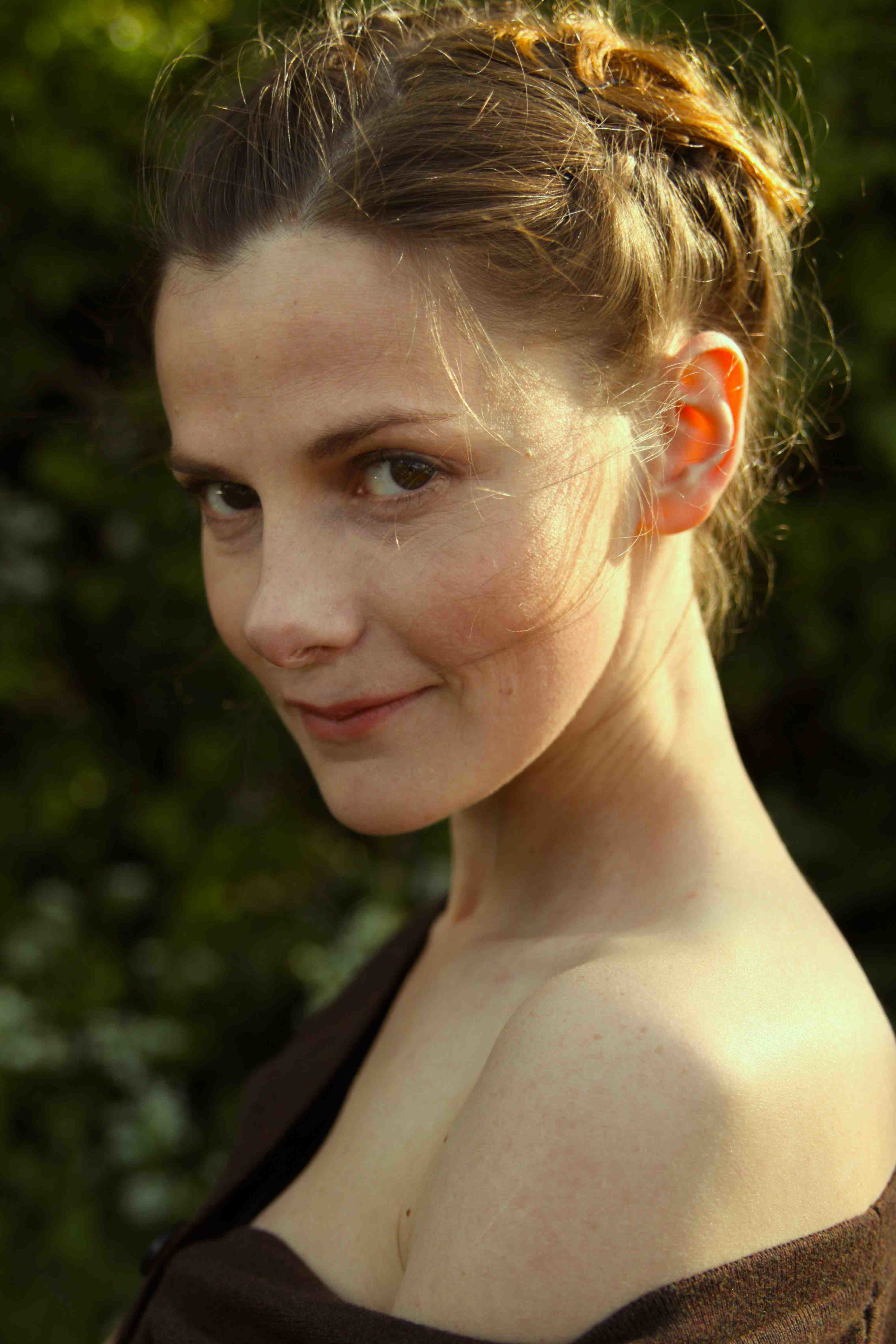
لويز بريلي (مولي هوبر)
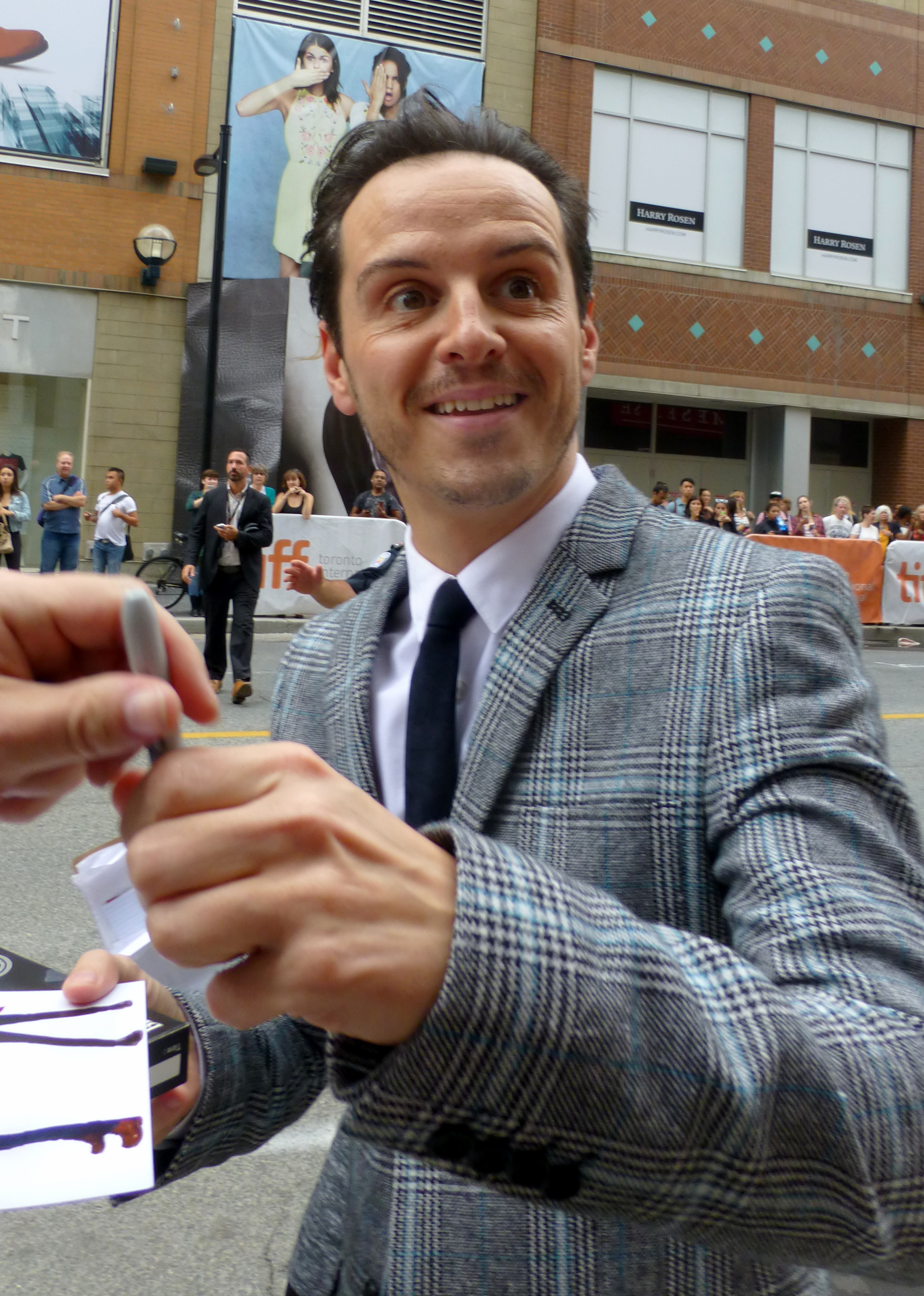
أندرو سكوت (جيم مورياتي)

- بيندكت كامبرباتش بدور شرلوك هولمز: عبقريّ، وتقريباً لا يستطيع التعامل مع الآخرين. شرلوك هو شابٌّ فريدٌ له عقلٌ شبيهٌ ب«محرك سيارة سباق»، وهو في حاجةٍ دائمةٍ لحلِّ المعضلات والقضايا المعقّدة، وكلّما كانت هذه المعضلات أكثر تعقيداً وغرابةً كلما كان الأمر أفضل. وهو يعتبر نفسه المحقق الاستشاري الوحيد في العالم.[25][26]

أصبح موفات مهتمّاً بالممثل بيندكت كامبرباتش بعد أدائه في فيلم تكفير، ووافق الممثل على أداء دور شرلوك بعد مطالعة السيناريو. قالت صحيفة الغارديان عن كامبرباتش: «لديه سمعة كبيرة في أداء الأدوار الغريبة وأدوار العباقرة، وأداؤه لدور هولمز رائع جداً ومبدع ومضطرب قليلًا». اعتقد الكتّاب أن شخصية شرلوك لا يجب أن تتحدث مثل «إنسان عصريّ»، كي لا يبدو وكأنه يلقي «محاضرةً». لكن تم تغيير هذا في الموسم الثاني من المسلسل.
- مارتن فريمان بدور جون واطسون: شجاع وواسع الحيلة وعملي. عمل سابقاً كطبيب في الجيش، وتحطمت معنوياته في حرب أفغانستان. وجد واطسون شكلا جديداً للحياة عندما قابل شرلوك، بالرَّغم من أنه يعتبر هذا الأخير صديقه المفضل فإنه يغتاظ من برودته وطرقه الملتوية.[30]

خضع العديد من الممثلين لتجربة أداء دور جون واطسون  قال مارك جاتس في مقابلةٍ له مع صحيفة ذا أوبزرفر، أنهم واجهوا صعوبةً أكبر في إيجاد الممثل المناسب للعب دور الدكتور جون واطسون. حيث قالت سو فرتيو: «بيندكت كان هو الشخص الوحيد المناسب لدور هولمز، بعدما حصلنا عليه كان علينا فقط أن نجد الشخص المناسب لدور جون واطسون، وحالما تجمعهما في غرفة وحيدة ستعرف أنهما مناسبان للعمل معاً».
- مارك جاتس بدور مايكروفت هولمز: شقيق شرلوك الأكبر. يعمل مايكروفت لدى الحكومة البريطانية ويدّعي أن دوره في الحكومة بسيط، لكن الحقيقة عكس ذلك. هو يطلب غالباً المساعدة من شقيقه في حال وُجِدت حالات تهدّدُ أمن الدولة. مايكروفت متوتر وأحياناً بارد المشاعر، ويشفق على أسلوب حياة شرلوك غير التقليدي.[33]
- أندرو سكوت بدور جيم مورياتي: عبقريٌّ مجنون. مورياتي هو عدوّ شرلوك اللدود، وهو عقل إجراميٌّ وشخص يحب التلاعب بالآخرين.[34]

ظهر أندرو سكوت لأوّل مرةٍ بدور جيم مورياتي في حلقة "اللعبة العظيمة. قال موفات: "عرفنا منذ البداية ما يجب فعله مع شخصية مورياتي، فهو تارةً ممل، وتارةً أخرى شرير ٌأنيق، وشخص مضطرب العقل تماماً." في البداية قرّر جاتس وموفات أن لا تكون هناك مواجهة بين هولمز ومورياتي لكن سرعان ما أدركا أنه يجب صنع نسخةٍ من مشهد المشكلة الأخيرة حيث يتواجه العدوَّان.
- روبرت غريفز بدور جريج ليستراد: هو أفضل من يمكن لسكوتلاند يارد أن تقدمّه، لكنه يعرف أن شرلوك أفضل منه. شخصٌ ضجرٌ معظم الوقت وغالباً ساخر. ليستراد هو الشرطي الوحيد الذي يُكنُّ شرلوك له الاحترام، وغالباً ما يطلب من شرلوك أن يفحص مسرح الجريمة بالرغم من سخرية زملائه منه.[35]

حصل روبرت غريفز على دور المفتش جريج ليستراد. وهكذا كان اسم الشّخصية في البداية حتى قرر مارك جاتس أنه في الوقت الحاليّ يجب أن يُشار إليه بـ «المحقق المفتش». أشار موفات وجاتس أن ليستراد لا يظهر كثيراً في القصص ويظهر فيها بشكل متغيّر، لذلك قرّرا اختيار شخصيّة ليستراد التي ظهرت في رواية «ستة من نابليون». حيث أن ليستراد في الرواية هو شخصٌ غاضبٌ من هولمز وفي نفس الوقت يحترمه، ويعتبر هولمز في الرواية ليستراد أفضل مفتش في جهاز الشرطة البريطانية. كان هناك الكثير من المرشحين للحصول على الدور لكن فريق الإبداع فضل الجاذبية والوقار التي أضافها غريفز للشخصية.
- لويز بريلي بدور مولي هوبر: تعمل مولي في مستشفى القديس برثولماوس، مُعتادة على العمل مع الأموات، وبالرّغم من قلة مهاراتها الاجتماعية فهي حادة الذكاء.[36]
- أماندا أبينجتون بدور ماري مورستان: ماري هي ممرضة بدوام جزئي، قابلت واطسون بعد وفاة شرلوك، ولا يعرف أحد ماضيها الكامل.[37]
- جوناثن أريس بدور فيليب أندرسون: يحب الظهور بمظهر الذكي. يعمل لدى قسم الطب الشرعي في سكوتلاند يارد، دمرت حياته بعد وفاة شرلوك حيث أصبح مهووساً بالكشف عن حقيقة هذا الموت المزعوم، مما تسبب في طرده من عمله.[38]
- أونا ستابس بدور السيدة هدسون: هي صاحبة الشقة التي يسكن فيها شرلوك وواطسون، وهي تحب هذين الأخيرين وهما يحبانها أيضاً.[39]

### تصميم الإنتاج والتصوير
أُنتج المسلسل من قبل هارتسوود فيلمز لصالح بي بي سي والز، وقدمت بي بي سي حول العالم دعماً ماليّاً للإنتاج. ودُعِم المسلسل أيضاً من قبل بوبليك برودكاستنغ سيرفيس. بدأ بتاريخ يناير 2009 تصوير الحلقة التّجريبيّة وتمت كتابتها من قِبل موفات وأُخرجِت من قبل ماري روس-هيلين. وفي يناير الموالي (2010) دخلت المجموعة الأولى من ثلاث حلقات مرحلة الإنتاج، حيث أخرج بول ماكجيجان الحلقتين الأولى والثالثة بينما أخرج أوريس لين الحلقة الثانية. تم تصوير الحلقات بترتيب عكسي من موعد البث.

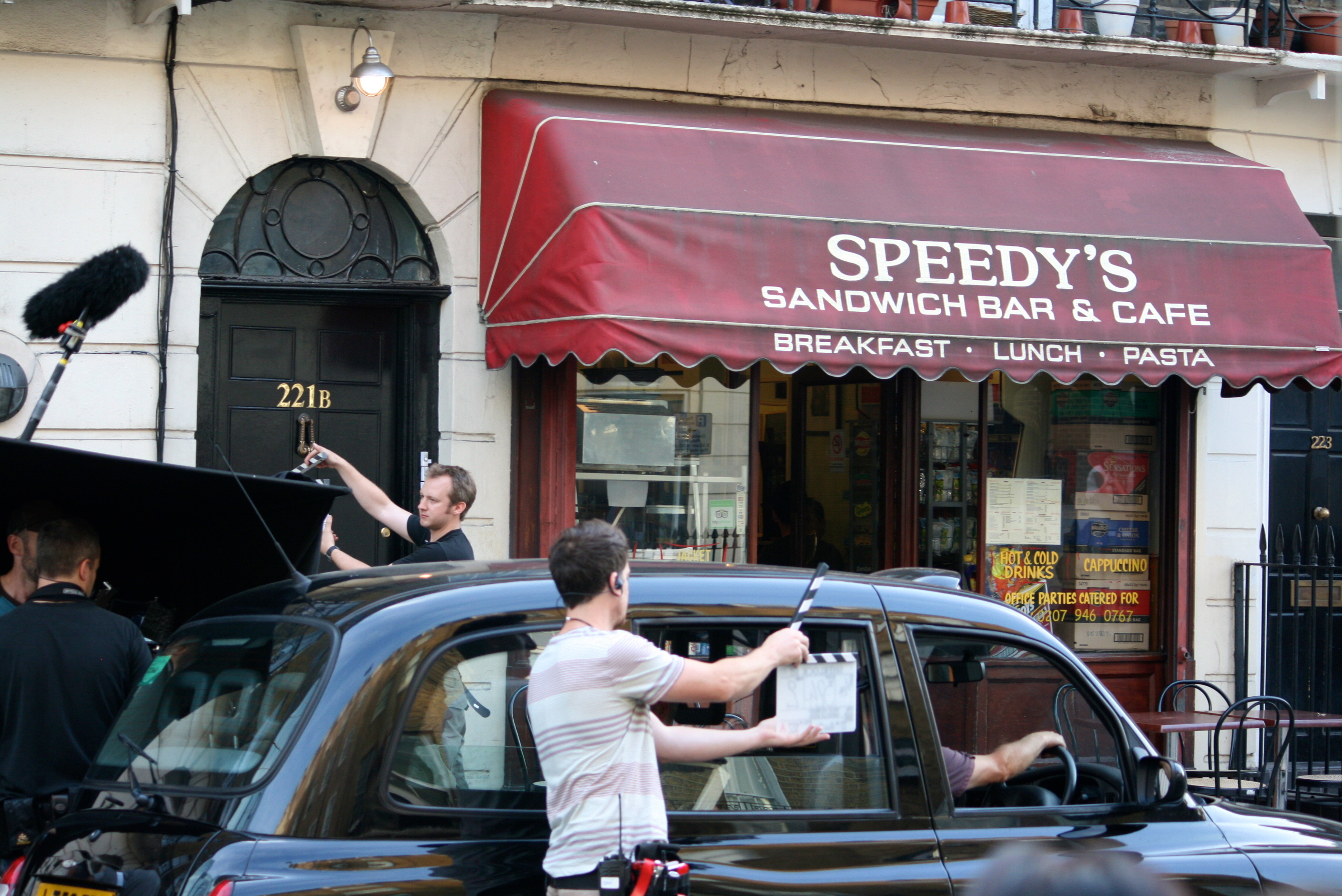
استخدم شارع جاور في لندن لتصوير بعض المشاهد لمسكن شرلوك هولمز.

 تمركز إنتاج الموسمين الأوّلَين في آبر بوت ستوديو بمدينة كارديف وهو مركز الإنتاج ذاته لمسلسل دكتور هو. فكارديف أكثر اقتصادية من لندن، مع أماكن أفضل. على كلٍ، بعض المعالم لم يكن بالاستطاعة تزييفها لذلك كان عليهم العودة للعاصمة لتصوير بعض المشاهد.
الملابس للحلقة التجريبية صمّمها راي هولمان وهو حائزٌ على جائزة الأكاديميّة البريطانيّة لبرامج التلفزيون لأفضل تصميم أزياء. وقد شرحت سارة آرتشر وهي مصَمِّمة أزياء المسلسل كيف حقّقت مظهر المحقق، حيث يرتدي هولمز معطفاً أسود من نوع Belstaff وقالت سارة بخصوص هذا: «لم يكن هولمز ليهتم بالموضة لذلك اخترت مظهراً تقليدياً مع لمسة عصريّة - لقد بدا الأمر رائعاً خلافاً لأفق مدينة لندن.»
قال كُتّاب المسلسل أنهم لم يودّوا فرض الحداثة على القصة. حيث واجهتهم بعض المشاكل في صناعة المسلسل مثل تضمين علامة "221B" في الباب الأمامي لمنزل هولمز وأشار جاتس وموفات على أنه في الوقت الحاضر سيكون على الباب رقم المنزل فقط وستوجد أجراس في كل شقة، لكن رقم المنزل كاملًا مشهور ومهم لذلك لم يستطيعوا تغييره. وأيضاً قرر أن الشخصيات الرئيسية ستنادي بعضها البعض بالأسماء الأولى بدلًا من التقليديّ هولمز وواطسون. وأتى المخرج بول ماكجيجان بفكرة كتابة الرّسائل على الشاشة عوض إظهار هواتف الشخصيّات وهم يقرؤون رسائلهم.

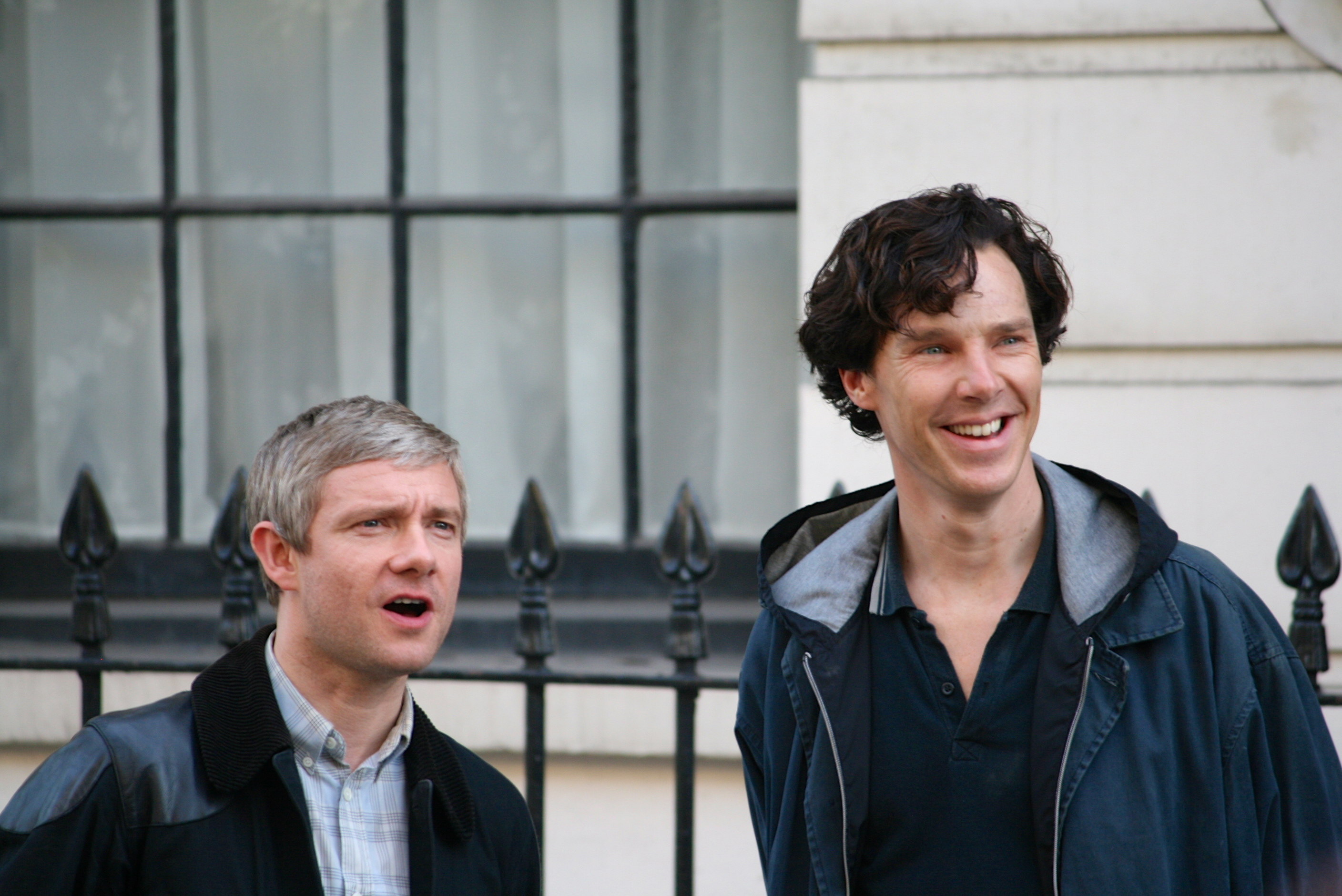
مارتن فريمان وبيندكت كامبرباتش أثناء تصوير الموسم الثالث من المسلسل

وجد المنتجون صعوبة في تنسيق جداول العمل نظراً لضيق الوقت فقد عمل كامبرباتش وفريمان على فيلم الهوبيت بينما استمر موفات عمله كرئيس الكتاب في مسلسل دكتور هو. وقد قال جاتس أنه قد كانت مناقشات حول القصص التي ستظهر في المسلسل طيلة ثلاث سنواتٍ وقد استبعد قصة «متعة مؤجلة». أيضاً تطورت العلاقة بين هولمز وواطسون أثناء الموسم الثاني لكون هذا الأخير أقل انبهاراً بقدرات شرلوك في التحقيق، ولعبه دور المحقق الرئيسي في قضية «كلاب آل باسكرفيل». ولكن كلاَّ من طاقم التمثيل والإنتاج كانا واثقين أثناء الموسم الثاني بعد ردِّ فعل الجمهور والنقاد الذي كان إيجابياً.

### الموسيقى
الموسيقى الافتتاحيّة للمسلسل والموسيقى الثانويّة من تأليف دافيد أرنولد ومايكل برايس. شرح أرنولد أنه وبرايس عملا مع المنتجين «للخروج بموسيقى افتتاحيّة رئيسيةٍ للمسلسل والشخصيّات»، ليجدوا بعدها «ما بدا أنه ما سيحدد المسلسل.» صُنعت بعض الأجزاء بواسطة جهاز تأليف الصورة لكن المقطوعات سُجلت من قبل موسيقيين حقيقيين.

## المواسم
أُنتجت 4 مواسم يتضمن كل واحدٍ منها ثلاث حلقات، وقد بدأ عرض الموسم الأول في يوليو وأغسطس 2010 على قناة بي بي سي، وعُرِض أيضاً على بوبليك برودكاستنغ سيرفيس في الولايات المتحدة الأمريكية بتاريخ أكتوبر 2010. الموسم الثاني من ثلاث حلقات أيضاً عرض لأول مرة في المملكة المتحدة بتاريخ يناير 2012 ثم في الولايات المتحدة بتاريخ مايو من نفس السّنة. وعرض الموسم الثالث في المملكة المتحدة في 1 يناير 2014 وفي الولايات المتحدة الأمريكية بتاريخ 19 يناير 2014. بعدها تم عرض حلقة خاصة في فبراير 2016. في يناير 2017 عرض الموسم الرابع كذلك من 3 حلقات. تم بيع المسلسل لأكثر من 200 منطقة.

### الموسم الأول (2010)
كُتِبت الحلقة الأولى من الموسم من قبل موفات وتم إخراجُها من قبل بول ماكجيجان، وهي بعنوان «دراسة في اللون الوردي» وقد بنيت أساساً على رواية دراسة بالقرمزي، تصور الحلقة قصة التقاء هولمز بالدكتور واطسون، ثم دخولهما في تحقيق عن مجموعة من الوفيات اعتقد أنها حالات انتحار. تم بثُّ الحلقة في وقت واحدٍ على قناتي بي بي سي وبي بي سي إتش دي بتاريخ 25 يوليو 2010.
عُرضت الحلقة الثانية بعنوان «المصرفي الأعمى» بتاريخ 1 أغسطس 2010 وكتبها ستيفن تومبسون وأخرجها أوريس لين. وتعرض الحلقة تعيين صديق قديم لهولمز في قضية اقتحام بنك في مدينة لندن.
ينتهي الموسم الأول بحلقة بعنوان «اللعبة العظيمة» وتم بثّها لأول مرة بتاريخ 8 أغسطس 2010، من كتابة مارك جاتس وإخراج بول ماكجيجان. وتظهر شخصية جيم مورياتي لأول مرة في هذه الحلقة، هذا الأخير الذي يضع هولمز في سباق زمنيٍّ لحل مجموعة من الجرائم تبدو غير متصلة، وتنتهي الحلقة بنهايةٍ مشوقةٍ حيث يقف كلٌّ من جيم ومورياتي أمام قنبلةٍ أُلصِقت على جون واطسون. الحلقة من كتابة مارك جاتس وإخراج بول ماكجيجان.

### الموسم الثاني (2012)

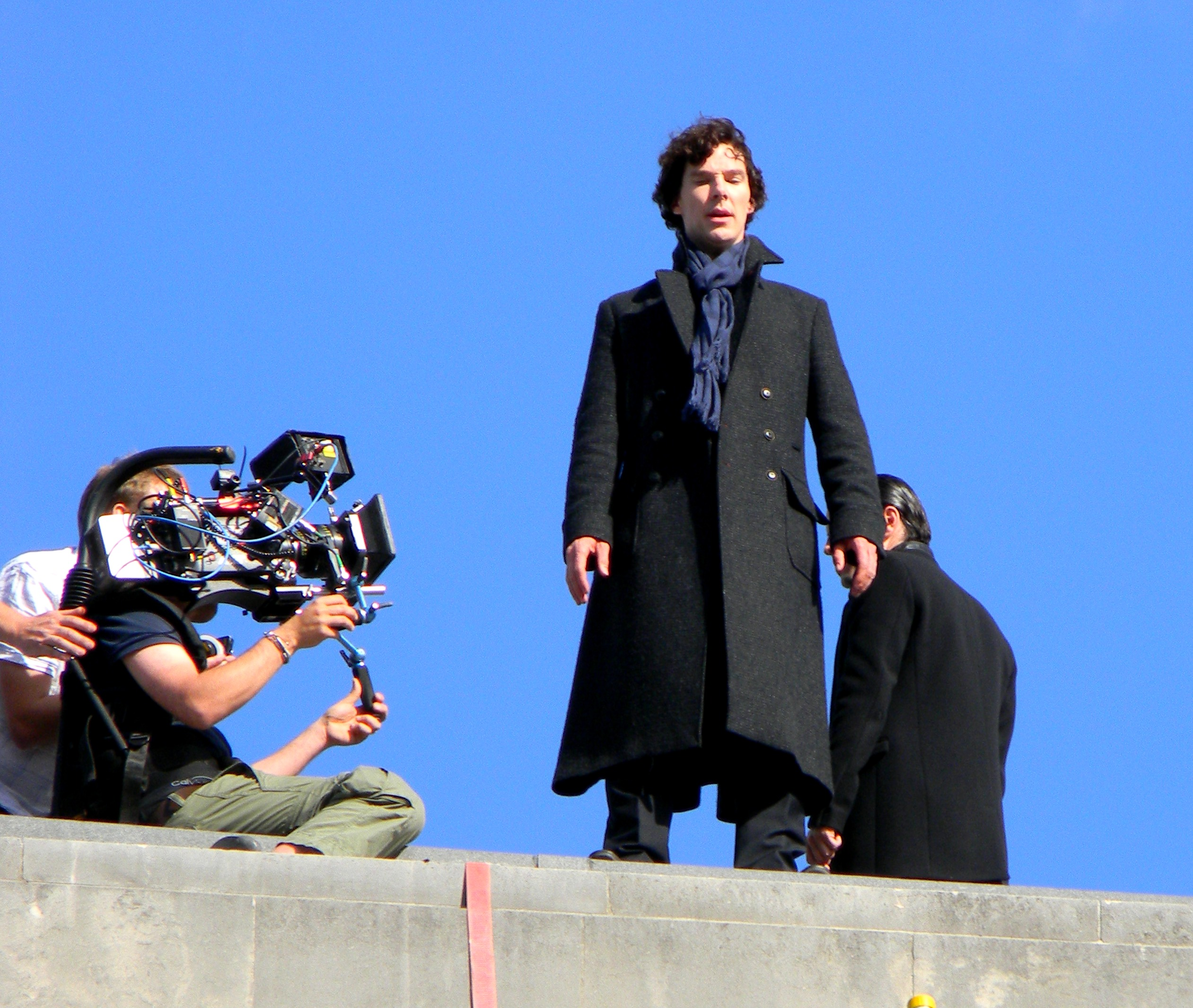
أثناء تصوير مشهد انتحار شرلوك في حلقة "سقوط رايشنباخ" من الموسم الثاني.

بعد التقييم العالي لحلقة الموسم الأول «دراسة في اللون الوردي» أصبحت إذاعة بي بي سي متحمسةً لإنتاج حلقاتٍ أكثر. وبتاريخ 10 أغسطس 2010 أُكِّد أن المسلسل سيحظى بموسم ثانٍ، وأعلن مارك جاتس عن القصص التي سيتبنّاها المسلسل وأنّ كل كاتب من كتّاب الموسم الأول سيكتب حلقةً من الموسم الثاني. قال جاتس: «بعد نجاح الحلقة الأولى من المسلسل عرفنا أي القصص سنستخدم» وهي «فضيحة في بوهيميا» و«كلاب آل باسكرفيل» و«المشكلة الأخيرة». وقد أخرج بول ماكجيجان الحلقتين الأولى والثانية،
" أما المخرج توبي هاينز أخرج الحلقة الأخيرة. وقُرر بث الموسم في أواخر سنة 2011، لكن تم تأجيله حتى أوائل سنة 2012.
كتب موفات حلقة «فضيحة في بلجرافيا» مستنداً على رواية «فضيحة في بوهيميا» وأخرجها بول ماكجيجان، وبُثَّت بتاريخ 1 يناير 2012. وتعرض القصة تلقي هولمز طلباً لإسترجاع صورٍ لشخصيةٍ مَلكيّة موجودةٍ على هاتف امرأةٍ تدعى آيرين آدلر وهي امرأة قوية تقوم ببيع المعلومات السرية التي تقوم بأخذها من شخصياتٍ غنيةٍ وذات نفوذ.
أما مارك جاتس فكتب حلقة «كلاب آل باسكرفيل» استناداً على قصة «كلب آل باسكرفيل» التي تُعد واحدةً من أشهر قصص كونان دويل، وقد قال جاتس أنه شعر بمسؤولية تضمين تفاصيل أكثر في القصص المشهورة من القصص غير المعروفة كثيراً. ويلعب الممثل راسل توفي دور هنري نايت وهو ابن لرجل مزّقه كلب ضخم قبل عشرين عاماً. أخرج الحلقة بول ماكجيجان وتم عرضها بتاريخ 8 يناير 2012.
كتب ستيف تومبسون الحلقة الأخيرة بعنوان «سقوط رايشنباخ» وأخرجها توبي هاينز والذي قام بإخراج العديد من حلقات مسلسل دكتور هو، وتم بثّها بتاريخ 15 يناير 2012. وتعرض الحلقة مؤامرة مورياتي لتشويه سمعة شرلوك وقتله، وتنتهي الحلقة بانتحار هولمز بينما واطسون ينظر. الحلقة مكتوبة بناء على قصة «المشكلة الأخيرة» حيث يلقى كل من هولمز ومورياتي حتفهما ويسقطان من شلال رايشنباخ في سويسرا. شعر موفات وجاتس أنه في نسختهما من القصة يجب على هولمز أن يهزم مورياتي وقال موفات أنه في نقاش طويل جداً كان ذلك هو الشيء الوحيد الذي غاب عن الجميع.

### حلقة عيد الميلاد القصيرة (2013)
عرضت بي بي سي وان أثناء عيد ميلاد سنة 2013 بعنوان «عودة سعيدة» وهو موجود على موقعها على الإنترنت، وأيضاً على خدمات التلفاز التفاعلي (فقط في المملكة المتحدة).
ملخص الحلقة يقول: «رحل شرلوك لمدة سنتين، لكن شخصاً ما ليس مقتنعاً تماماً أنه ميت.» ويتّضح أن هذا 'الشخص' هو فيليب أندرسون وهو طبيب شرعيّ ظهر في الموسم الأول والثاني من المسلسل، وخسر عمله بسبب هوسه لإقناع النّاس بأن هولمز ما زال حيّاً، وبالرغم من أنه لا يثق بشرلوك لكن بالرغم من ذلك كان من القلائل الذين آمنوا بأن شرلوك حي. وتعرض الحلقة أندرسون وهو يحاول إقناع المحقق ليستراد بأن شرلوك ما زال حياً عن طريق بعض القضايا في نيودلهي وألمانيا حيث يبدو أن هذا الأخير (شرلوك) متورط في حلها، ويستشهد أندرسون أن أماكن القضايا تقترب تدريجيّاً من لندن.

### الموسم الثالث (2014)
أعلن موفات وجاتس على تويتر بعد انتهاء الموسم الثاني أن الموسم الثالث جاهز، وأن حلقة «سقوط رايشنباخ» صُوِّرت بالتزامن مع الموسم الثالث، ولكن بدون أن يكشفا إن كان مورياتي قد زيّف موته أيضاً، واقترح موفات أن لا يظهر هذا الأخير بشكل كبير في المستقبل.
أخرج الحلقة الأولى من الموسم الثالث جيريمي لوفرين وكتبها مارك جاتس تحت عنوان «الأكفان الفارغة». وعرضت بتاريخ 1 يناير 2014، وتعرض الحلقة عودة شرلوك هولمز إلى لندن وجمع شمله مع جون واطسون ومهمة حل لغز شبكة سريّة إرهابيّة.
و كتب ستيفن تومبسون ومارك جاتس وستيفن موفات حلقة علامة الثلاثة مستندين على قصة علامة الأربعة. وتعرض الحلقة زواج واطسون بماري مورستان، وتجري أحداث الحلقة في قاعة الحفل ويتم عرض القصة بناء على ذكريات الماضي.
أما الحلقة الأخير بعنوان «آخر نذر له» فكتبها ستيفن موفات وأخرجها نيك هارن، وأذيعت على قناة بي بي سي وان بتاريخ 12 يناير 2014. وتعرض الحلقة الصراع بين تشارلز أوغسطس ماغنسن وهو شرير مرعب يملك معلومات كثيرة تقريباً عن كل شخص، وقد ذُكِر بدون اسم في المسلسل سابقاً في الحلقة الأولى، ويعتبر الشخصيّة الشريرة الرئيسية في الموسم الثالث. يحاول شرلوك وواطسون القبض على تشارلز لكن تبوء محاولتهما بالفشل فيقوم شرلوك بقتله، ثم يقرر مايكروفت ترحيل أخيه من المملكة المتحدة عوض محاكمته بتهمة القتل، وبينما تقلع الطائرة التي تحمل شرلوك على متنها تعرض كل شاشة تلفاز في لندن صورة لمورياتي، فتعود الطائرة ليساعد في حل قضية عودة مورياتي المزعومة.

### حلقة خاصة (2016)

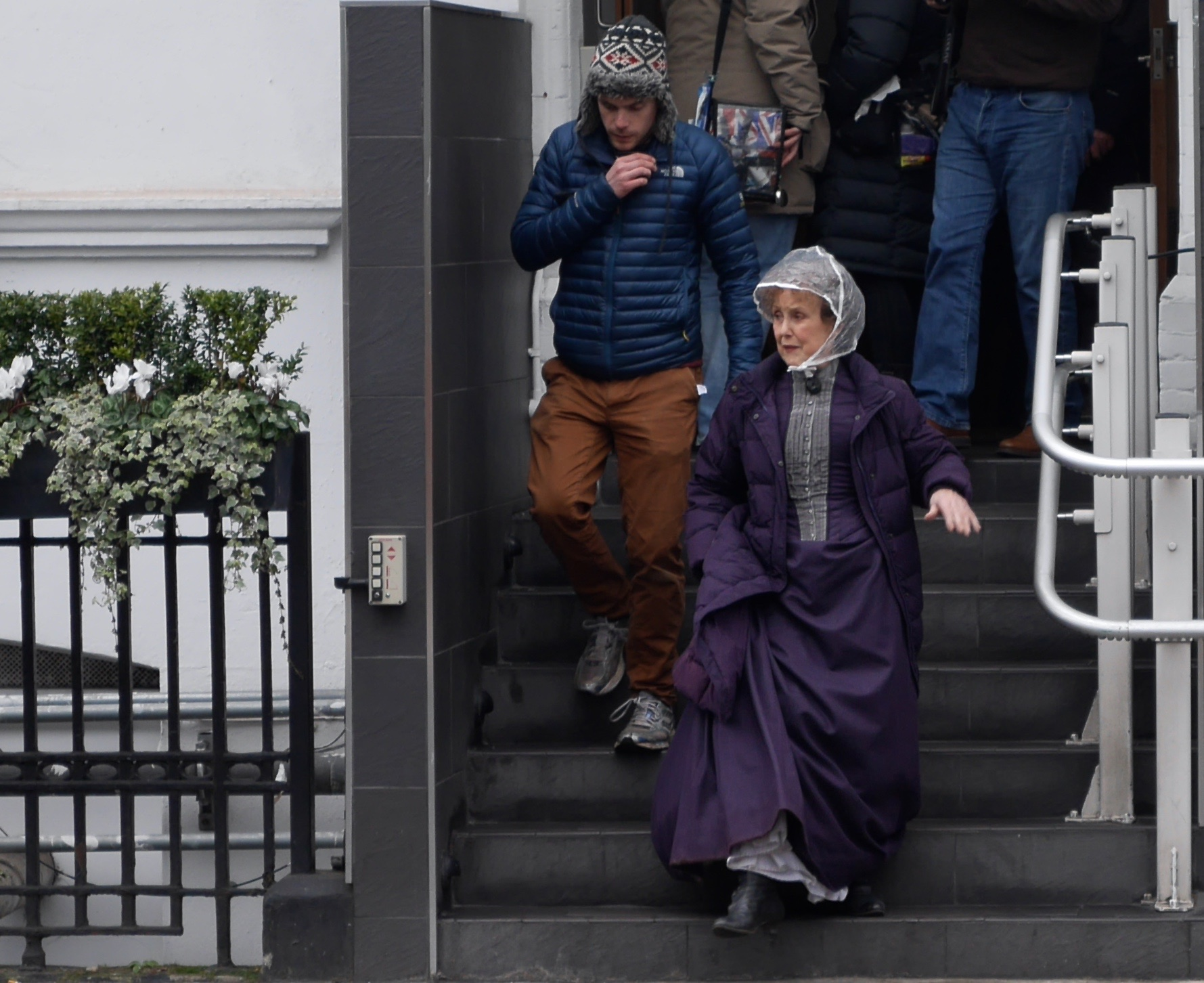
صوّرت ستابس في زي للحلقة، في فبراير 2015.

في 2 يوليو 2014، أُعلِن عن بث حلقة خاصة بين السلسلتين الثالثة والرابعة. بدأ التصوير في 5 يناير 2015 وتم الانتهاء منه في 10 فبراير 2015. وأكد موفات أن الحلقة تم وضعها في حقبة لندن الفيكتورية 1895، على خلاف الزمن المعاصر والتي تعرض فيه أحداث المسلسل. ويشارك في هذه الحلقة الخاصة التي تستغرق 90 دقيقة كل من روبرت غرافيز وأونا ستابس ولويس بريلي وأماندا أبنغتون، وشارك في كتابتها ستيفن موفات ومارك غاتيس. وقال موفات: «شرلوك على الشاشة الكبيرة بالنسبة لنا، تمثل هذه قفزة كبيرة للوراء، إلى لندن خلال عهد الملكة فيكتوريا. لم تظهر الشوارع العادية لعام 1895 بهذا الشكل الجيد مطلقًا». في أكتوبر 2015، تم الإعلان عن عنوان الحلقة باسم «شرلوك: العروس البغيضة». تم بثه في يوم رأس السنة في 1 يناير 2016، الساعة 9:00 مساءً بالتوقيت المحلي على قناة بي بي سي ون في المملكة المتحدة، وعلى بي بي إس في الولايات المتحدة. تم بث الحلقة في صالات السينما البريطانية في 1 يناير، كما عُرِضَت في 5 و 6 يناير 2016 في صالات عرض منتقاة في جميع أنحاء الولايات المتحدة. تضمنت المواد الإضافية الحصرية في العرض السينمائي جولة إرشادية في 221B شارع بيكر من قِبَل ستيفن موفات، وإلقاء نظرة خلف الكواليس على كيفية إنشاء الحلقة الخاصة التي تضم جميع طاقم التمثيل وطاقم العمل.

### الموسم الرابع (2017)
عبّر كامبرباتش وفريمان عن رغبتهما للعمل على موسم رابع على الرغم من مديري إذاعة بي بي سي التنفيذيين لم يقرروا إن كان سيوجد موسم رابع. وبعد ذلك أعلن ستيفن موفات أنه سيتم العمل على موسم رابع وأن العمل على السيناريو بدأ بالفعل. كما قال لصحيفة التلغراف أن «الجميع متحمس للمزيد وأنه ومارك جاتس لديهما التزامات أخرى لكن الأمر مسألة تنظيم وقتٍ لا غير». وقد أعلن الاثنان أنهما وضعا قصة للموسم الرابع.
أعلنت شركة بي بي سي أن عرض المسلسل سيبدأ سنة 2016، وأن تصويره سيبدأ سنة 2015، وسيكون موقع المسلسل في كوريا الشمالية في محاولة منهم «لتشجيع التغيير» في البلد. كما سيضيفون حلقة إضافية ستعرض أثناء عيد الميلاد. ابتدأ تصوير الموسم الرابع في 4 أبريل 2016، واستمر حتى 5 أغسطس من ذات السنة. وتقرر تأجيل عرضه على شاشات التلفاز حتى سنة 2017. وفي شهر مايو 2016 أعلن عن اختيار توبي جونز ليلعب دور أحد الأشرار.
عُرضت السلسلة الرابعة لأول مرة في 1 يناير 2017. «تماثيل تاتشر الستة» كان عنوان الحلقة الأولى. الحلقة الثانية «المحقق الكاذب» التي كانت من كتابة ستيفن موفات وإخراج نيك هوران عرضت بتاريخ 8 يناير 2017. والحلقة الأخيرة للموسم «المشكلة الأخيرة» والتي كانت أقل الحلقات مشاهدة في المملكة المتحدة لجميع مواسم المسلسل بُثت يوم 15 يناير 2017.

### الموسم الخامس
في يناير 2014 أعلن ستيفن موفات أن موسماً خامساً عمل على إعداده بالتعاون مع مارك جاتس، كما أكد بيندكت كامبرباتش أنه وقع عقداً للظهور في موسم خامس من السلسلة.

## نسب المشاهدة والبث حول العالم
بلغ متوسط عدد مشاهدي الموسم الأول من المسلسل 8.8 مليون مشاهد، حيث بلغ عدد مشاهدات الحلقة الأولى 9.23 مليون مشاهد، والحلقة الثانية 8.07 والحلقة الثالثة 9.18.
بينما وصل متوسط عدد مشاهدي الموسم الثاني 10.2 مليون مشاهد، حيث بلغ عدد مشاهدات الحلقات الثلاث على التوالي 10.66 و10.27 و9.78 مليون مشاهدة، وكانت حلقات الموسم الثاني الأعلى مشاهدة على خدمة بي بي سي تحت الطّلب بين يناير وأبريل 2012. أثارت حلقة «فضيحة في بلجرافيا» جدلًا واسعاً في صحيفة الديلي ميل التي قالت أن المشهد الذي ظهرت فيه آيرين آدلر عاريةً قابل استنكاراً من بعض المشاهدين حيث قالوا أن المشهد ظهر قبل الساعة التاسعة مساء حيث أن المشاهد الموجهة للكبار لا يفترض أن يتم عرضها في ذلك الوقت. وقال بعض النّقاد أن معاملة موفات للممثلة كانت ذات طابعٍ جنسيٍّ. بينما رفض آخرون من ضمنهم موفات هذا الافتراض. كما أثارت الخاتمة «سقوط رايشنباخ» نقاشاتٍ وجدالاتٍ على المنتديات والمواقع الاجتماعية وكذلك الصحف حول انتحار شرلوك.
وأصبح الموسم الثالث أعلى مسلسلٍ دراميٍّ مشاهدةً في المملكة المتحدة منذ 2001. حيث بلغ متوسط عدد المشاهدات للموسم 11.8 مليون مشاهد، ووصلت مشاهدات الحلقات على التوالي 12.72 للحلقة الأولى و11.38 للحلقة الثانية والثالثة.
- الجدول التالي يعرض تاريخ بثّ الموسم الأول للمرة الأولى في كل بلد:[102]

| الدولة          | تاريخ بدء البث | الدولة           | تاريخ بدء البث |
| --------------- | -------------- | ---------------- | -------------- |
| المملكة المتحدة | 25 يوليو 2010  | كندا             | 10 سبتمبر 2010 |
| روسيا           | 18 سبتمبر 2010 | الدنمارك         | أكتوبر 2010    |
| النرويج         | أكتوبر 2010    | أستراليا         | 17 أكتوبر 2010 |
| هولندا          | 20 أكتوبر 2010 | الولايات المتحدة | 24 أكتوبر 2010 |
| فرنسا           | 1 يناير 2011   | بلجيكا           | 8 يناير 2011   |
| السويد          | 30 يناير 2011  | ألمانيا          | 24 يوليو 2011  |
| اليابان         | 24 أغسطس 2011  | المجر            | 11 أكتوبر 2014 |
| فنلندا          | 21 يوليو 2012  | اليونان          | 24 يونيو 2013  |

## الاستقبال

### الاستقبال النقدي
حصل المسلسل على إشادة من النقاد ومراجعاتٍ إيجابية، تقييم الموسم الأول هو 85/100 على موقع ميتاكريتيك بناءً على 17 مراجعة، أما نتيجة الموسم الثاني فهي 91/100 بناءً على 27 مراجعة. وفي موقع الطماطم الفاسدة حصل كلٌّ من الموسم الأول والثاني على تقييم 100%. وللحلقة الأولى تقييم عالٍ جداً في سجل التقديرات. قالت صحيفة ذا أوبزرفر عن المسلسل: «هو تقاطع بين فيلم 'ويثنيل وأنا' وفيلم إنذار بورن، هناك أيضا لمحةٌ دراميةٌ من مسلسل دكتور هو، مبهر جداً بما أنه مكتوب من قبل مارك جاتس وستيفن موفات.» وقال دان مارتن من صحيفة الغارديان: «الوقت مبكِّر، لكن حلقة 'دراسة في اللون الوردي' واعدة جداً، شبيهة بمسلسل 'الأشباح' لكنها تملك الرائع شرلوك هولمز، لحظات الاستنتاج رائعة، والقصة المتشابكة هي من كلاسيكيات موفات.» كتب توم ساتكليف لمجلة ذي إندبندنت، «مسلسل شرلوك رائع وسلس بدون التقليل من تميز وبراعة القصة الأصلية. المسلسل يدرك أن شخصية هولمز ليست بالقصة بل بالجاذبية، وبالرغم من أنه يحذف بعض الأشياء من القصة الأصلية لكنه وفيّ بشكل رائع لكلّ تلك الأمور المهمة.» وحصل الممثلون الرئيسيون على مديح أيضاً حيث قالت الناقدة فيكتوريا ثورب، «واطسون الذي مثله فريمان جدير بالثقة وكفؤ ومنفتح على هولمز الذي يعتبر نفسه معتلًا اجتماعياً.» وأكدت سارة كرومبتون لصحيفة التيليغراف بعد الحلقة الافتتاحيّة للموسم الثاني أن «كامبرباتش جعل من المسلسل أفضل تصوير لشرلوك هولمز في وقتنا هذا.»

### التقييمات
منح روبرت بيانكو من صحيفة يو إس إيه توداي الموسم الأول تقييم 100% على موقع ميتاكريتيك حيث كتب:«سلسلة ألمعية ومضحكة ومخلصة لخيال كونان دويل كما غرست فيها لمسةً من الحضارة.» وكتبت نانسي سميث من جريدة وول ستريت جورنال: «القصص دقيقة متكاملة ومعاصرة، هزلية في نفس الوقت، إنها رائعة جداً بشكل غريب.»
كما قُوبل الموسم الثاني باستحسان أيضاً حيث كتبت ليندا ستاسي من صحيفة نيويورك بوست:"كل أسبوع، تعرض السلسلة حلقةً من كلاسيكيات شرلوك هولمز، تُحدثها وتجعلها شيئاً غير اعتيادي ثم تتركك عاجزاً عن الكلام."."
وكحال الموسمين السابقين، فقد لقي الموسم الثالث استحساناً من النقاد، مدح ديفيد يغان من صحيفة سان فرانسيسكو كرونيكل حيث كتب: «الأداء الآن أفضل من السنوات السابقة مع جوانب جديدة وكاملة من شخصيّتيّ هولمز وواطسون، وكتابة جاتس وموفات لا مثيل لها.»
أُعجب محبو كونان دويل بالمسلسل، قال جويلم مومفورد لصحيفة الغارديان: «خلاصة القول أن موفات وجاتس على درايةٍ كاملةٍ بأعمال كونان دويل وكل أعمال شرلوك هولمز التي ظهرت على الشاشة الكبيرة والصغيرة والقصص الأصليّة أيضاً.» وقال سام ولاستون من صحيفة الغارديان مستشهداً بحلقة «سقوط رايشنباخ» أن المسلسل مخلص لكونان دويل.

### الإشادات
فازت السلسلة بعدد من الجوائز والترشيحات منها: جائزة الأكاديميّة البريطانيّة للتلفزيون لأفضل سلسلة دراميّة وجائزة جماهير يوتيوب، وفاز فريمان بجائزة أفضل ممثل في دور مساعد لدوره دكتور واطسون، إضافة للممثل أندرو سكوت الذي أدى دور جيم مورياتي السنة الموالية في الموسم الثاني الذي رشح في فئاتٍ أخرى، وترشح كامبرباتش لجائزة أفضل ممثل. بالنسبة للحلقات فقد ترشحت حلقتا «دراسة في اللون الوردي» و«فضيحة في بلجرافيا» لجائزة الإيمي في عدة فئاتٍ.
قالت ديبنهامز بأن شعبية المسلسل زادت في طلبات المعاطف المشابهة لشرلوك، أعادت شركة الملابس الألمانية Belstaff المعطف الذي لبسه كامبرباتش لمرحلة التصنيع قبل انتهاء السلسلة. وكتبت صحيفة ذي إندبندنت أن المصمم بول كستيلو انتقل لتلبية الطلبات مقدماً معاطف وأوشحةٍ بناءً على السلسلة، بينما قال الخياط جون بيرس أنّ العديد من زبائنه كانوا يسألون عن ملابس الممثلين. علّق الصحفيُّ ألكسيس بيتريدس على الأمر قائلا: «تستطيع أن تفهم لماذا أراد الرجال الحصول على ذلك المظهر، ربما لاحظوا تأثير كامبرباتش، ولا أقصد وسامته التي أثّرت على النساء المشاهدات، ربما يتعلق الأمر بالقسوة، فسُتدهش عندما تعلم أن أيقونة الموضة في بريطانيا هو مختل اجتماعي وتراه لأول مرة يضرب جثة بسوط. طبعاً حتى محقق ماهر لم يكن ليتوقع أن هذا سيحدث.» أعلن الناشرون وتجار التجزئة عن ارتفاعٍ بنسبة 180 بالمئة في مبيعات الكتب المتعلقة بشرلوك خلال الموسم الأول من السلسلة. أيضاً، أعلن مطعم الشطائر سبيدي المتواجد تحت شقة شرلوك عن ارتفاع حادٍّ في عدد الزّبائن الذين عرفوا المطعم من المسلسل. نشر موقع بي بي سي أونلاين عدة مواقع على الإنترنت متصلة بالعالم الخيالي للمسلسل، المواقع أنشأها جوزيف ليدستر وقد قام أيضاً بإنشاء مواقع لسلسلة دكتور هو.

## الإصدار المنزلي والمبيعات

غلاف دي في دي

أُصدر الموسم الأوّل على قرصٍ في المملكة المتحدة بتاريخ 30 أغسطس 2010 وفي أستراليا بتاريخ في 4 نوفمبر، وفي المملكة المتحدة بتاريخ 9 نوفمبر. السلسلة الأولى والثانية متوفرتان على موقع نتفليكس. يتضمّن الإصدار الحلقات الثلاث مع ميزات إضافية، الحلقة «دراسة في اللون الوردي» مع تعليقاتٍ صوتيّةٍ من ستيفن موفات وسو فرتيو ومارك جاتس، أما حلقة «اللعبة العظيمة» فتأتي مع تعليق صوتيّ من بيندكت كامبرباتش، مارتن فريمان ومارك جاتس. الإصدار يتضمّن أيضاً نسخةً من الحلقة الأولى «دراسة في اللون الوردي» مدتها ستون دقيقةً من إخراج Coky Giedroyc. قال الناقد مارك لوسون عن إدراج هذه الحلقة بأنه أمرٌ «جريء». قيّم المجلس البريطاني لتصنيف الأفلام هذه الحلقة بالإضافة إلى الحلقات الثلاث على أنها مناسبة للوسائط المنزلية، ولا يُسمَح بمشاهدتها لمن هم أقلّ من 12. كما يتضمن الإصدار فيلماً وثائقياً مدته اثنان وثلاثون دقيقة بعنوان «معرفة شرلوك» و«معرفة شرلوك» هو اسم لفيلم وثائقيّ آخر لكن مرتبط والذي تم عرضه على قناة بوبليك كمقدمة لحلقات الموسم الثالث.
أُصدر قرص السلسلة الثانية في المملكة المتحدة بتاريخ 23 يناير 2012. وهي أيضاً متاحة على موقع نتفليكس. يتضمن القرص تعليقاً صوتيّاً لحلقتي «فضيحة في بلجرافيا» و«كلاب آل باسكرفيل» بالإضافة إلى فيلم وثائقيّ باسم«شرلوك مفضوح». أصدرت سيلفا سكرين شريط الموسيقى التصويرية للموسم الأول في 30 يناير 2012 وبتاريخ 27 فبراير 2012 بالنسبة للموسم الثاني.
نشرت كتب بي بي سي بعضًا من أعمال كونان دويل الأصلية بغلاف فني يظهر كامبرباتش وفريمان، صدرت دراسة بالقرمزي ومغامرات شرلوك هولمز في خريف سنة 2011 مع مقدمات من موفات وجاتس بالترتيب وأُصدِرت روايات كلب آل باسكرفيل وعلامة الأربعة ومذكرات شرلوك هولمز في مارس 2012، مع مقدمات من كامبرباتش وفريمان وتومبسون على التوالي. كتابان إضافيان وهما عودة شرلوك هولمز بالإضافة إلى «انحناؤه الأخير» فقد أصدرا بتاريخ ديسمبر 2013، مع مقدماتٍ من جاتس وموفات، وكان ذلك قبل العرض الأول للموسم الثالث. وفقا لراديو تايمز فإن شهرة المسلسل أحدثت طفرة في مبيعات أعمال كونان دويل الأصلية.
شرلوك: السجل هو كتاب مرافق للسلسلة من كتابة غاي أدامز، ونشرته كتب بي بي سي في المملكة المتحدة بتاريخ أكتوبر 2012 وتمت إعادة نشر الكتاب في الولايات المتحدة تحت عنوان قضايا شرلوك: المرافق الرسمي للمسلسل المشهور في يوليو 2013.
في اليابان، تم اقتباس المسلسل في شكل سلسلة مانغا، وقد بدأت العرض على مجلة يونغ إيس التابعة لشركة كادوكاوا شوتين من 4 أكتوبر 2012. وفي نفس الشهر من نفس السنة باعت وينينغ موفز لعبة كلودو من شرلوك.
في اليونان، اشترت أو تي إي حقوق السلسلة وابتُدِئ عرضها على سينما أو تي إي وان في 24 يونيو 2013.
| الموسم    | الحلقات   | الحلقات   | الأصلي        | الأصلي        | مشاهدين المملكة المتحدة (بالملايين) | مشاهدين الولايات المتحدة (بالملايين) |
| الموسم    | الحلقات   | الحلقات   | الأول         | الأخير        | مشاهدين المملكة المتحدة (بالملايين) | مشاهدين الولايات المتحدة (بالملايين) |
| --------- | --------- | --------- | ------------- | ------------- | ----------------------------------- | ------------------------------------ |
| 1         | 3         | 3         | 25 يوليو 2010 | 8 أغسطس 2010  | 8.37                                | —                                    |
| 2         | 3         | 3         | 1 يناير 2012  | 15 يناير 2012 | 10.23                               | 4.4                                  |
| 3         | 3         | 3         | 1 يناير 2014  | 12 يناير 2014 | 11.82                               | 6.6                                  |
| حلقة خاصة | حلقة خاصة | حلقة خاصة | 1 يناير 2016  | 1 يناير 2016  | 11.64                               | 3.4                                  |
| 4         | 3         | 3         | 1 يناير 2017  | 15 يناير 2017 | 10.00                               | —                                    |

## مستوحاة من المسلسل
موقع شرلوك هولمز علم الإستنتاج نسخة محفوظة 22 يونيو 2018 على موقع واي باك مشين. بالإضافة إلى مدونة جون واطسون متاحان على الإنترنت للعموم، حيث يعرضان أحداثاً من المسلسل على شكل ألغازٍ وملخصاتٍ للقضايا، كما أن هناك عدة مدونات حول قضايا «لم تظهر» ولم تعرض على التلفاز. هناك أيضاً عناصر من القصص الكلاسيكية لكونان دويل: «اللبيب المترجم» بدلا من «المترجم اليوناني» و«ستة من ثاتشر» بدلا من «ستة من نابليون». على المواقع وصلاتٌ قد تربط مع مذكرات مولي هوبر والموقع الرسمي لكوني برانس.
في يناير 2014، أطلق المسلسل تطبيق هاتف رسمياً له يطلق عليه شرلوك: الشبكة والذي تم إنشاؤه من قبل ذا بروجكت فاكتوري بالتعاون مع أفلام هارتسود.

## العلاقة مع مسلسل الابتدائية
مسلسل الإبتدائية هو تصوير آخر لقصص شرلوك هولمز بدأ عرضه على قناة سي بي إس بعد سنتين فقط من أول عرض لشرلوك في المملكة المتحدة. في يناير 2012 قالت سو فرتيو لصحيفة ذي إندبندنت «نتفهّم أن سي بي إس يصورون نسختهم المحدثة الخاصة من شرلوك هولمز، هذا مثير للاهتمام، ولقد استفسرونا عن إعادة تصوير برنامجنا. وفي الوقت الحالي، لقد ضمنوا التزامهم، لذلك علينا أن نفترض أن شرلوك هولمز خاصتهم لن يشابه خاصتنا بأية طريقةٍ كانت، وإلا فإن ذلك سيكون مقلقاً جداً.» وقالت الشهر اللاحق: «لقد تواصلنا مع قناة سي بي إس ولقد أعلمناهم بأنّنا سنمعن النظر في الحلقة الأولى من مسلسلهم لأي خرق لحقوقنا.»
وقالت سي بي إس عن المشكلة: «إن مشروعنا هو تصوير جيّد لشرلوك هولمز والذي سيكون مبنياً على هولمز وواطسون وبقية الشخصيات في نطاق عام كما الشخصيات الرئيسية. نحن بالطبع محترمون لقوانين الطبع والنشر ولن نخرق أي قصص أو أعمال ما زالت محمية.»
ناقش المنشئ روبرت دوهرتي الفروقات بين شرلوك والابتدائية، مشيراً إلى أن عادة تحديث قصص هولمز هي عائدة إلى أفلام باسيل راثبون، ولا يظن أن مسلسل الابتدائية قد يأخذ شيئاً من مسلسل شرلوك الذي وصفه بالمسلسل «اللامع» بما أنه شاهد موسمه الأول. لاحقاً بعد عدة أشهر أكدت لوسي لو بأن منتجي كلا المسلسلين قد شاهدوا الحلقة الأولى، «شاهدوا الفروقات بين مسلسلهم ومسلسلنا» وأنهم كانوا «موافقين عليه الآن.»

## وصلات خارجية
- شرلوك على موقع IMDb (الإنجليزية)
- شرلوك على موقع ميتاكريتيك (الإنجليزية)
- شرلوك على موقع روتن توميتوز (الإنجليزية)
- شرلوك على موقع نتفليكس (الإنجليزية)
- شرلوك على موقع أول موفي (الإنجليزية)
- شرلوك على موقع فيلمافينيتي (الإسبانية)
- شرلوك على موقع كينوبويسك (الروسية)
- شرلوك على موقع ألو سيني (الفرنسية)
- شرلوك على موقع قاعدة بيانات الفيلم (الإنجليزية)
- الموقع الرسمي
- شرلوك  في قاعدة بيانات الأفلام على الإنترنت (بالإنجليزية)
- شرلوك في موقع ميتاكريتيك
- شرلوك في موقع تي في.كوم